# Bayernwerk (Energieversorger)
Die Bayernwerk AG war ein Energieversorgungsunternehmen im Besitz des Freistaates Bayern, das 1921 gegründet wurde. Im Jahre 1994 wurde es mehrheitlich von der VIAG gekauft. Mit der im Jahr 2000 erfolgten Fusion von VIAG und VEBA, der Mutter von PreussenElektra, firmieren die Energieversorger gemeinsam als E.ON Energie. Seit 2013 gibt es einen gleichnamigen Netzbetreiber (davor E.ON Bayern AG genannt). Dieser ist eine 100-prozentige Tochter des E.ON-Konzerns.

## Geschichte

### Anfänge

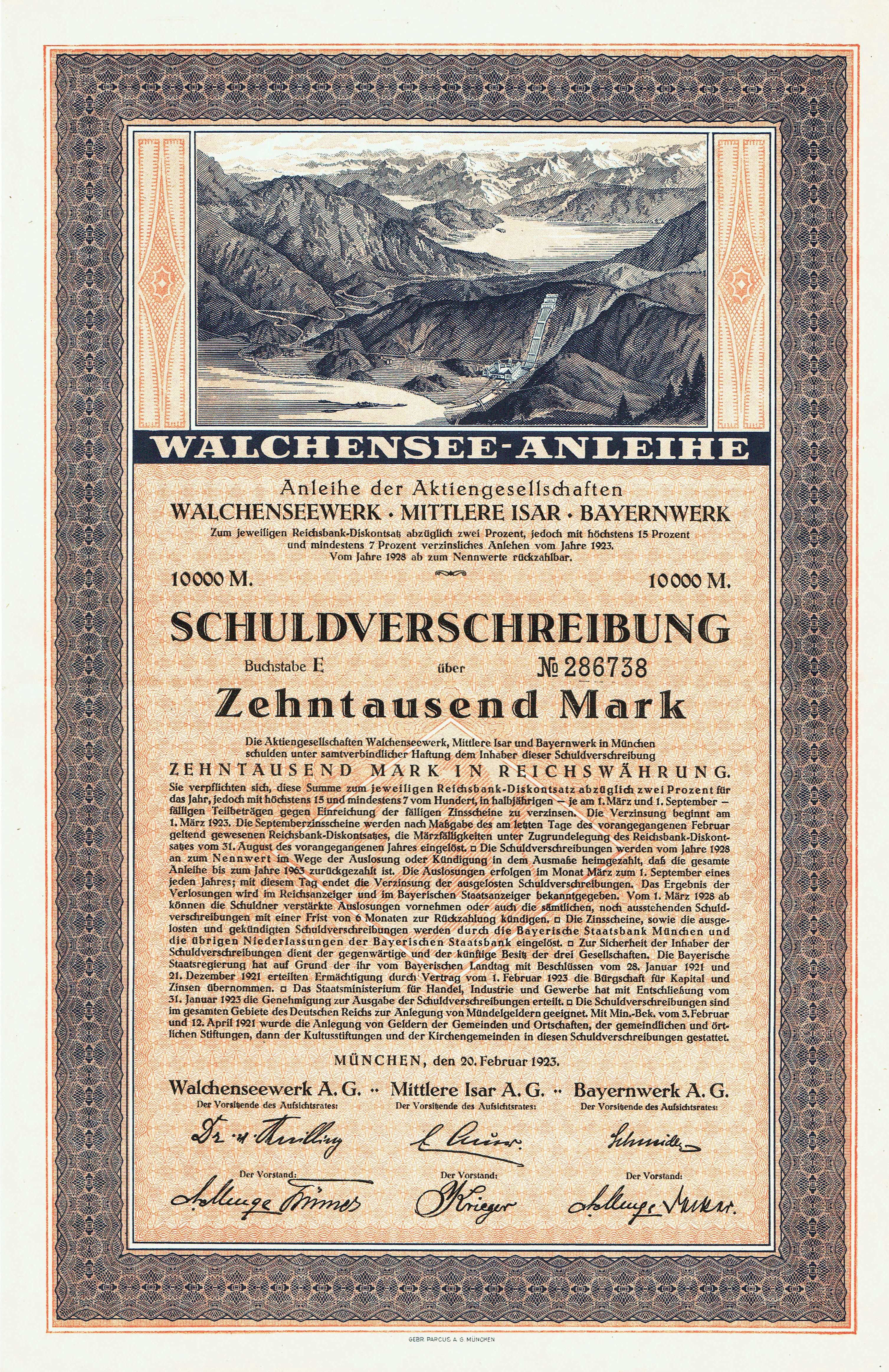
Walchensee-Anleihe über 10.000 Mark vom 20. Februar 1923 der Firmen Walchenseewerk AG, Mittlere Isar AG und Bayernwerk AG

Der Name Bayernwerk tauchte zum ersten Mal 1915 in einer Denkschrift Oskar von Millers auf. Als Namensvorbild dienten ihm hierfür die 1912 gegründeten und von Miller mitinitiierten Pfalzwerke, die als erstes deutsches Elektrizitätswerk in der damals zum Königreich Bayern gehörenden Pfalz ein flächendeckendes Netz zur Stromversorgung betrieben. Bislang wurde diese in der Regel durch örtliche Elektrizitätswerke und meistens nur in größeren Städten gewährleistet. Ein gleichartiges Konzept entwarf von Miller in seiner Schrift für die landesweite Versorgung Bayerns, mit Ausnahme der Pfalz. Kernstück dieses geplanten Übertragungsnetzes sollte ein Pumpspeicherwerk am Walchensee in den bayerischen Voralpen, etwa 75 km südlich der Landeshauptstadt München, sein.
Um die Jahreswende 1918/1919 beauftragte die bayerische Staatsregierung von Miller mit der Ausführung seiner Projekte, die im Wesentlichen zwischen 1915 und 1917 von ihm entworfen wurden und neben der Stromerzeugung durch Wasserkraft auch den Bau und Betrieb eines 110-kV-Fernleitungsnetzes vorsah. Erfahrungen mit Leitungen dieser Spannungsebene hatten bereits sowohl die Aktiengesellschaft Sächsische Werke mit der weltweit ersten Leitung dieser Spannungshöhe zwischen Lauchhammer und Riesa als auch das RWE mit einem vom Goldenbergwerk bei Köln ausgehenden regionalen Netz.
Aufgrund des Ersten Weltkrieges verzögerte sich der Baubeginn für das Walchenseekraftwerk, sodass erst 1918 unter der Leitung von Millers mit dem Bau begonnen werden konnte. Am 5. Januar 1921 wurden die Walchenseewerk AG und die Mittlere Isar AG gegründet, Letztere, um Wasserkraftwerke am neu zu bauenden Mittlere-Isar-Kanal zu bauen und zu betreiben.
Nachdem am 18. März 1921 die Abgeordneten des Bayerischen Landtages nach intensiven Verhandlungen der Gründung der Bayernwerk AG zustimmten, folgte die eigentliche Gründung des staatseigenen Unternehmens (der Freistaat Bayern war Inhaber von fast 100 % des Aktienkapitals) am 5. April 1921. Anders als ursprünglich vorgesehen wurden jedoch nicht noch weitere Energieversorger, die damals in Bayern operierten, etwa das Großkraftwerk Franken oder das Lech-Elektrizitätswerke, mit übernommen. Somit konnte das Bayernwerk nur zusätzlichen Strombedarf decken.
Am 24. Januar 1924 ging das Walchenseekraftwerk als damals weltgrößtes Speicherkraftwerk in Betrieb und produzierte erstmals Strom, der in das unternehmenseigene Fernleitungsnetz eingespeist wurde.

### Leitungsnetz
Zugrunde lagen von Millers Plänen, die im Walchenseekraftwerk und den Kraftwerken an der mittleren Isar erzeugte Energie landesweit, schwerpunktmäßig in die Ballungszentren mit ihrem erhöhten Stromverbrauch, zu verteilen. Kernstück bildete hierbei eine ringförmige Doppelleitung, die alle wichtigen bayerischen Verbrauchszentren miteinander verbindet sowie Stichleitungen in die entlegeneren Landesteile. In der ersten Ausbaustufe wurden bis 1924 insgesamt 12 Umspannwerke für 110 kV in Karlsfeld, Landshut, Regensburg, Arzberg, Hof, Amberg, Nürnberg, Bamberg, Schweinfurt, Würzburg, Aschaffenburg und Meitingen errichtet.
Die Anlagen in Karlsfeld, Landshut, Regensburg, Amberg, Nürnberg und Meitingen wurden per zweikreisiger Ringleitung miteinander verbunden. Vom Walchenseekraftwerk zum Umspannwerk Karlsfeld wurden sowohl eine Doppel- als auch eine Einfachleitung errichtet. Von Amberg führte über Arzberg nach Hof eine weitere Doppelleitung. Eine Einfachleitung führte von Nürnberg über Bamberg und Schweinfurt nach Würzburg und bildete einen Maschenschluss zusammen mit der Doppelleitung Nürnberg–Würzburg–Aschaffenburg, die zum Kraftwerk Dettingen weitergeführt wurde, wo ein Anschluss an die Netze der PreussenElektra und des RWE über Kelsterbach bestand. Schließlich bestand noch eine zweikreisige Verbindung zur Württembergischen Landes-Elektrizitäts-AG von Meitingen nach Niederstotzingen.
Entlang der Wasserkraftwerke der mittleren Isar entstand eine 60-kV-Leitung mit Anschlüssen in Karlsfeld und Landshut. Insgesamt wurden knapp 1000 km Freileitungen gebaut. Mit Ausnahme der Doppelleitungen Kochel–Karlsfeld und Karlsfeld–Landshut (60 kV) wurden alle genannten Verbindungen zunächst einkreisig betrieben und später teilweise auf den Betrieb mit zwei Stromkreisen umgestellt.
Als Freileitungsmasten wurden bei einkreisigen Leitungen Masten mit drei versetzten Traversen mit Höhen von 19,5 bis 21,5 m verwendet, bei zweikreisigen Tannenbaummasten mit Höhen von 22,5 bis 28 m. Als Leiterseile verwendete man Kupferleitungen mit 120 mm² Querschnitt und Eisen mit einem Querschnitt von 50 mm².
Neben dem Drehstrom für das öffentliche Netz produzierten die Wasserkraftwerke auch Strom für das Netz der Deutschen Reichsbahn, die im Zuge des Elektrifizierungsprogrammes im Großraum München auf elektrischen Betrieb umgestellt wurde. Somit entstand zusammen mit dem Leitungsnetz des Bayernwerkes auch das erste Netz an 110-kV-/16,7-Hz-Bahnstromleitungen in Deutschland.
In der zweiten Ausbaustufe wurden mehrere Verbindungen zu anderen Energieversorgern hergestellt, so etwa an die Innwerk AG über die Leitung Landshut–Töging, die Thüringenwerk AG über die Leitung Bamberg–Kulmbach–Neuhaus-Schierschnitz–Remptendorf und die Tiroler Wasserkraft-AG über die Leitung Kochel–Zirl. Weiterhin wurden Leitungen vom Kachletwerk bei Passau nach Regensburg und vom Kraftwerk Au bei Illertissen nach Niederstotzingen gebaut. Diese Leitungen wurden auf erstmals im größeren Umfang eingesetzten Donaumasten errichtet. Durch den Verlauf der Leitung Kachletwerk–Regensburg entlang der Donau bekam diese Mastform auch ihren Namen.
1930 wurde das Kraftwerk Schwandorf in Betrieb genommen und die Energie in den 110-kV-Leitungsring zwischen Amberg und Regensburg eingespeist.

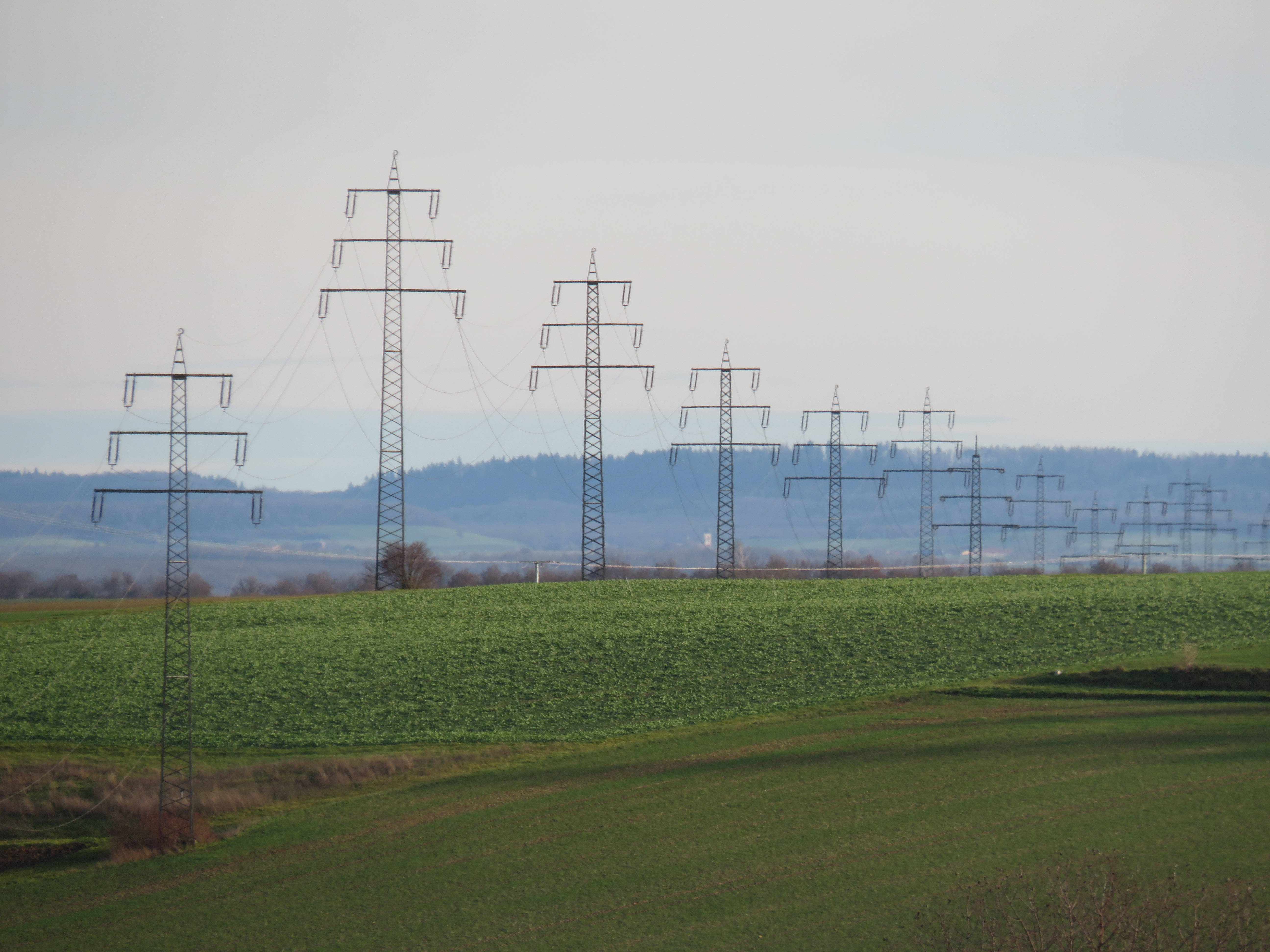
Zweikreisige Leitung auf Tannenbaummasten (Leitung Nürnberg–Würzburg)
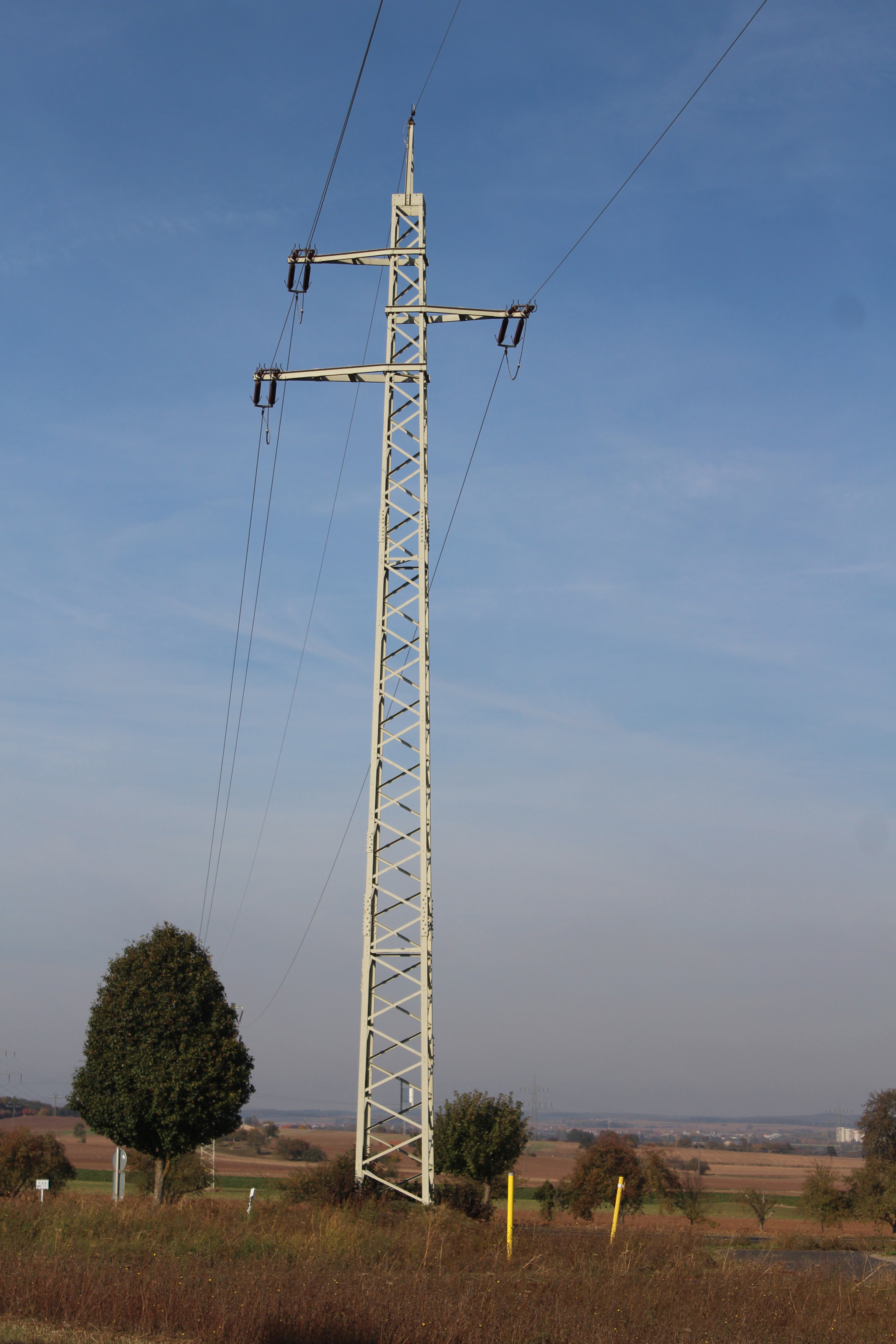
Mast für einen Stromkreis (Leitung Würzburg–Schweinfurt)
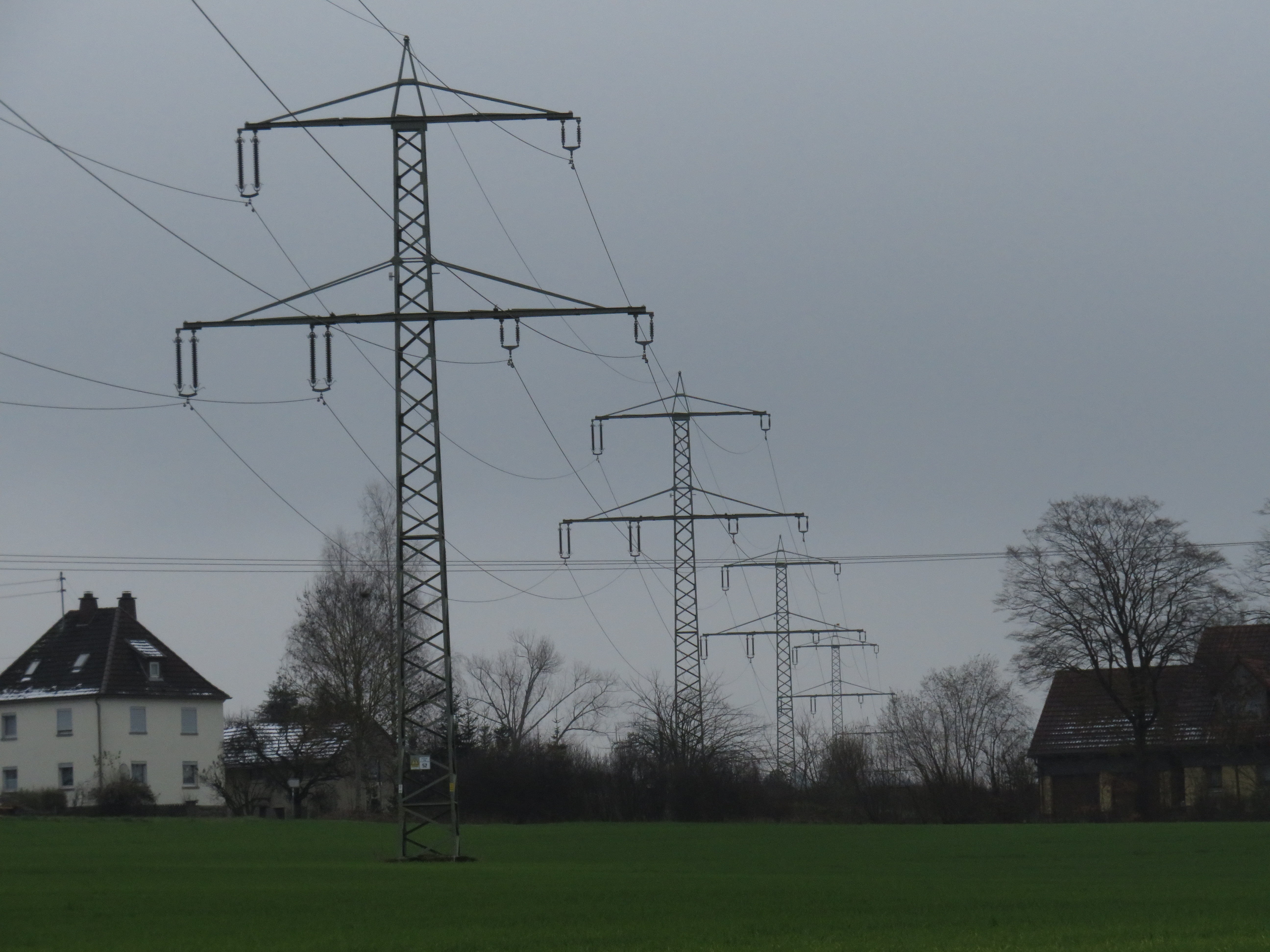
Donaumasten (Leitung Kulmbach–Neuhaus)
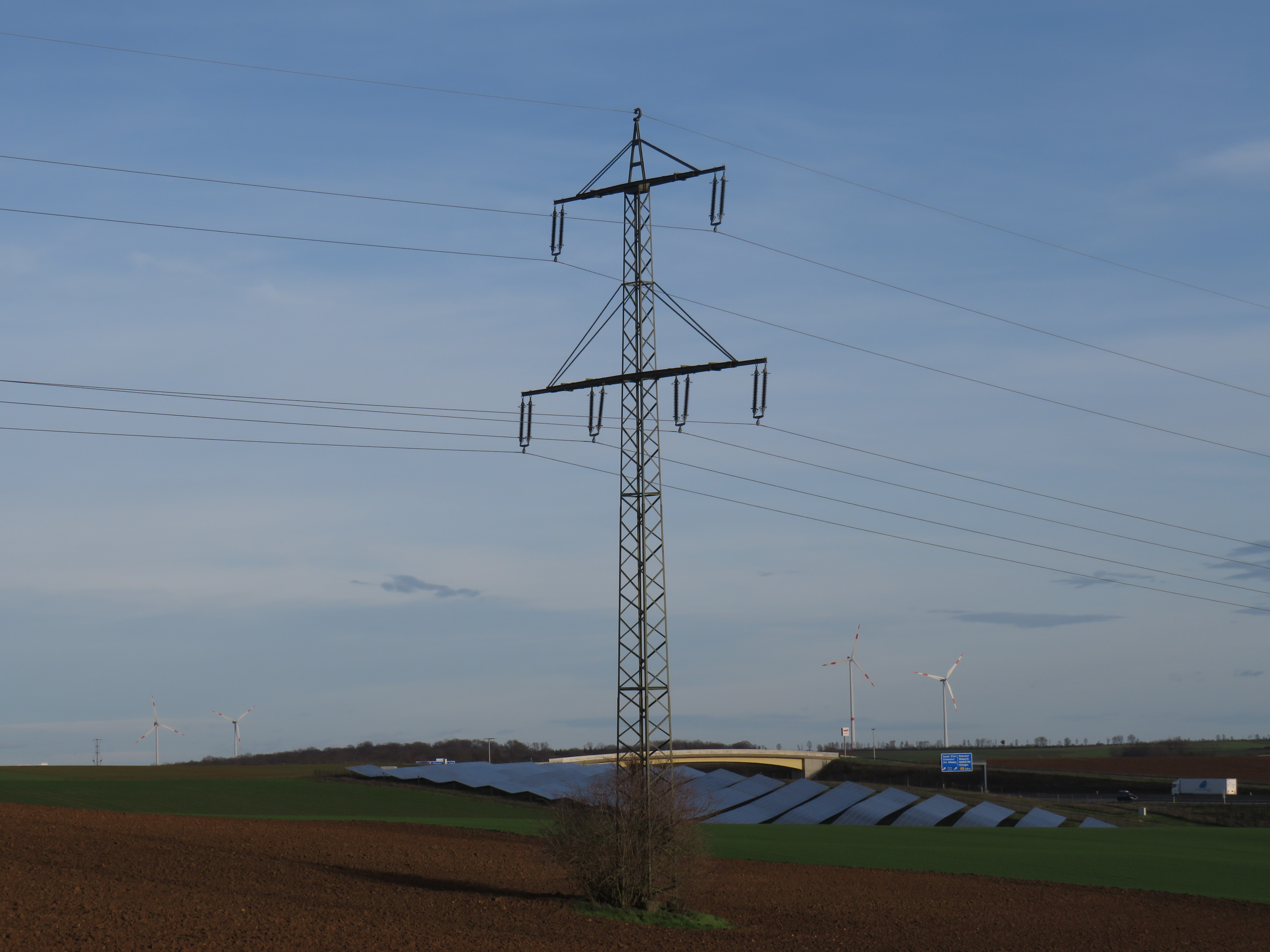
In Donaumast umgebauter Tannenbaummast bei Biebelried

### Konflikt mit dem RWE
Da die Versorgungsgebiete der einzelnen Elektrizitäts- und Überlandwerke in den 1920er Jahren noch nicht festgelegt waren, kam es regelmäßig zu Streitigkeiten zwischen den einzelnen Unternehmen. Anders als das RWE, das in den Südwesten Deutschlands (Baden-Württemberg) bis an die Schweizer Grenze expandierte und dabei mit dem Badenwerk kooperierte, arbeitete das Bayernwerk mit dem preußischen Energieversorger PreußenElektra und der reichseigenen Elektrowerke AG (Ewag) zusammen. Nachdem es schon in den 1920er Jahren beim Bau der Nord-Süd-Leitung zwischen RWE und PreußenElektra zu Streitigkeiten um Liefergebiete westlich von Frankfurt am Main kamen, die 1927 im sogenannten Elektrofrieden beigelegt wurden, scheiterte 1929 die Gründung eines umfassenden Energieversorgungsunternehmens in Deutschland am RWE, das seinen bisherigen Besitz nicht durch Demarkationsverträge absichern wollte.

### Zeit des Nationalsozialismus
Mit der Machtergreifung der Nationalsozialisten im Jahr 1933 und dem 1935 durch diese erlassenen Energiewirtschaftsgesetz kam es zunächst nicht zu Änderungen im Verhältnis zwischen den einzelnen Energieversorgern. Jedoch wirkten Nationalsozialisten erheblich auf die Führung des Unternehmens ein, so gehörten zahlreiche Mitglieder des Aufsichtsrates der NSDAP an. Unter diesem Eindruck begann 1939 die Anlehnung des Bayernwerkes an die VIAG, die 1943 schließlich die Elektrowerke AG übernahm.
Eine Verbindung zwischen den Netzen des Bayernwerkes und der Elektrowerke AG bestand ab 1940 über das Umspannwerk Ludersheim bei Nürnberg, das den 110-kV-Leitungsring an die neu errichtete Reichssammelschiene anband.
1942 und 1943 übernahm das Bayernwerk schließlich die Walchenseewerk AG und die Mittlere Isar AG.

### Wiederaufbau und Expansion nach 1945
Im Zuge der Neuordnung der deutschen Elektrizitätswirtschaft nach dem Zweiten Weltkrieg wurde neben der Wasserkraft (Rißbach-Überleitung) vor allem in konventionelle Wärmekraftwerke investiert. So nahm 1951 das Kraftwerk Aschaffenburg am Main seinen Betrieb auf. Da im Zuge der Deutschen Teilung kein 220-kV-Anschluss mehr an das restliche deutsche Höchstspannungsnetz bestand, wurde 1949 in einem Vertrag zwischen Bayernwerk und PreußenElektra vereinbart, beide 220-kV-Netze mit einer Fernleitung über Aschaffenburg zum Kraftwerk Borken zu verbinden. Ein Jahr später kam es zu einem Vertrag zwischen Bayernwerk und RWE, um einen weiteren 220-kV-Anschluss zu errichten, diesmal von Aschaffenburg an das Umspannwerk Kelsterbach.
Auch das Leitungsnetz wuchs bis 1950 beständig. Neben der Einführung von 220 kV und dem Bau zahlreicher neuer Umspannwerke wurde ein Anschluss an das Kraftwerk Partenstein in Oberösterreich hergestellt.
Ab Mitte der 1960er Jahre setzte das Bayernwerk verstärkt auf die Kernenergie, zumal es keine ergiebigen Kohlereviere in Reichweite gab. So ging 1966 das Kernkraftwerk Gundremmingen in Betrieb. Im gleichen Jahr begann der Bau des Kernkraftwerks Niederaichbach, das als Versuchsanlage mit nicht angereichertem Uran (sogenanntes Natururan) realisiert und aufgrund technischer Probleme nach nur einem Jahr Betriebszeit wieder vom Netz genommen wurde. Am selben Standort entstand anschließend das Kernkraftwerk Isar. Als 1982 das dritte bayerische Kernkraftwerk in Grafenrheinfeld in Betrieb ging, stieg der Anteil der Kernenergie an der Stromerzeugung in Bayern auf 55 % (1996).
Aufgrund der immer größer werdenden Menge an erzeugter Energie wurde das Höchstspannungsnetz immer weiter ausgebaut, zunächst mit 220 kV, seit den 1970er Jahren hauptsächlich mit 380 kV. Eine wichtige Leitung bildet dabei der Ostbayernring, der den eher schwach industrialisierten Raum in Oberfranken, der Oberpfalz und Niederbayern an das Höchstspannungsnetz anschließt.
In den 1980er Jahren entstand eine für 380 kV ausgelegte Leitung von Oberbachern über Oberbrunn und Krün nach Silz in Tirol, die aufgrund der Trassenführung im alpinen Raum nicht unumstritten war. Auch wurde mit dem tschechoslowakischen Netzbetreiber CEZ der Bau einer 380-kV-Leitung, die durch eine HGÜ-Kurzkupplung in Etzenricht das westdeutsche mit dem tschechischen Stromnetz verbinden sollte, vertraglich vereinbart. Nach dem Fall des Eisernen Vorhanges wurde dieses Projekt realisiert und die Leitung 1992 in Betrieb genommen. Zur selben Zeit wurde in der Trasse der alten Reichssammelschiene eine 380-kV-Leitung von Redwitz nach Remptendorf errichtet.
Ende der 1980er Jahre kaufte das Bayernwerk 25 % an der VIAG, die wiederum 38,8 % der Bayernwerk-Anteile hielt. Von 1989 bis 2000 war das Unternehmen mit 70 % am Solar-Wasserstoff-Projekt Neunburg vorm Wald beteiligt.

### Übernahme durch VIAG
1994 gab der bayerische Staat seinen 58,3 %-Anteil am Bayernwerk auf. Die VIAG übernahm diesen und stockte somit auf 97,1 % auf. Im Gegenzug erhielt der Freistaat Bayern eine 25,1-%-Beteiligung an der VIAG und 2,3 Milliarden DM in bar. Die Mittel wurden neben der Gründung neuer Fonds und Gesellschaften für die sogenannte „Offensive Zukunft Bayern“ (OZB) und deren Nachfolge-Projekt „High-Tech-Offensive Bayern“ verwendet.

### Fusion mit PreussenElektra
Am 27. September 1999 kündigten die Konzerne VIAG AG und VEBA AG, deren Tochtergesellschaft die PreussenElektra war, an, zu fusionieren. Diese fand im Juli 2000 statt, seitdem firmiert diese neue Gesellschaft als E.ON Energie.
Das ehemalige Firmenarchiv ist im Bayerischen Wirtschaftsarchiv gelagert.
Seit Juli 2013 firmiert der bayerische Verteilnetzbetreiber E.ON Bayern AG wieder unter dem Namen Bayernwerk.